# تپه بزمجرد ۲
تپه بزمجرد ۲ مربوط به دوران‌های تاریخی پس از اسلام است و در استان قزوین، شهرستان بویین زهرا، بخش دشتابی، روستای بزمجرد واقع شده و این اثر در تاریخ ۲۲ مرداد ۱۳۸۴ با شمارهٔ ثبت ۱۳۲۴۸ به‌عنوان یکی از آثار ملی ایران به ثبت رسیده است.